# 洮沙县
洮沙县，中国旧县名。
原名沙县，因与福建省沙县重复，1914年更名。治所在大石铺（今甘肃省临洮县北辛甸）。1950年撤销，并入临洮县。 